# Straža pri Novi Cerkvi
Straža pri Novi Cerkvi is een plaats in Slovenië en maakt deel uit van de gemeente Vojnik in de NUTS-3-regio Savinjska. De plaats telde 42 inwoners op 1 januari 2020.